# Бревіарій

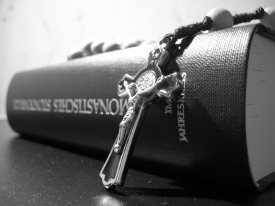

Бревіарій (лат. brevis) , «короткий»), або Часослов, містить тексти щоденних молитов римо-католицької церкви. Назва пояснюється тим, що тексти Бревіарія раніше були коротшими в порівнянні з тими, що вживалися під час урочистої спільної хорової молитви в монастирях. Отож раніше Бревіарій вживало лише духовенство, позбавлене можливості брати участь у спільній хоровій молитві. Нині тексти Бревіарія вже не відрізняються від текстів хорової молитви, позаяк останні зазнали скорочень. Тому нині поняття Бревіарій і Часослов є синонімами.